# Cidade Baixa
Cidade Baixa är en dramafilm från 2005 av den brasilianska regissören Sérgio Machado. Filmen släpptes 2005 i Brasilien och på internationella filmfestivaler. Filmens allmänna release skedde 16 juni 2006, i USA.

## Roller
- Alice Braga — Karinna
- Lázaro Ramos — Deco
- Wagner Moura — Naldinho